# スウィフト・014.a
スウィフト・014.a （Swift_014.a）は、フォーミュラ・アトランティック用のオープンホイールカー。

## 解説
アメリカの会社・スウィフト・エンジニアリングによってフォーミュラ・アトランティック・スペック・シリーズ、2002年から2005年に使用された。 
自然吸気 1.6 L (98 cu in) トヨタ・4A-GEを搭載。 
途中から2.0 L (120 cu in) マツダ・MZRエンジンも使用し、ヒューランド製5速シーケンシャルギアボックスを搭載。 
最終的には2006年にスウィフト・016.aに引き継がれた。

## 参照
1. ↑  Automotive, HARTek. “2002 Swift 014 Mazda 2.0”. HARTek Automotive. 2023年4月7日閲覧。
2. ↑  “PM-18 Mazda MZR 2.0 Race Engine History and Development”. 2023年4月7日閲覧。
3. ↑  Page, Mark; Huschilt, Tom; Norris, Chris; Roberts, Neil (May 1, 2003). “ChampCar Technology Application in the Swift Atlantic Racecar”. AutoTechnology 3 (3):  60–63. doi:10.1007/BF03246775.
4. ↑  “Development of the Swift 014.a Racecar for the CART Toyota Atlantic Championship Series” (2002年12月2日). 2023年4月7日閲覧。
5. ↑  “Development of the Swift 014.a Racecar for the CART Toyota Atlantic Championship Series”. 2023年4月7日閲覧。